# كنساكو أوموري
كنساكو أوموري (باليابانية: 大森 健作) (21 نوفمبر 1975 في سييو في اليابان – )؛ هو لاعب كرة قدم ياباني سابق كان يلعب كمدافع.

## وصلات خارجية
- كنساكو أوموري على موقع الاتحاد الدولي (مؤرشف)  (الإنجليزية)
- كنساكو أوموري على موقع رابطة كرة القدم اليابانية للمحترفين (اليابانية)
- كنساكو أوموري على موقع قاعدة بيانات كرة القدم.إي يو (الإنجليزية)
- كنساكو أوموري على موقع عالم كرة القدم.نت (الإنجليزية)